# شينيا تاماكي
شينيا تاماكي (باليابانية: 玉置 慎也) (8 أكتوبر 1988 في سيتسو في اليابان – )؛ هو لاعب كرة قدم سابق كان يلعب كلاعب وسط.